# Vizeletinkontinencia
A vizeletinkontinencia a vizelet akaratlan távozása a szervezetből. Ez az állapot gyakran átmeneti, és felnőtt korban szinte mindig egészségproblémából ered.
Hasonló, de ritkább eset a székletinkontinencia, mellyel ez a cikk nem foglalkozik.

## Inkontinencia a nőknél
A nőknél az inkontinencia kétszer gyakoribb, mint a férfiaknál. A terhesség és a szülés, a menopause és a női húgyuti szervek felépítése felelős ezért a jelentős különbségért. Ettől eltekintve a nők és a férfiak szinte azonos mértékben válhatnak inkontinenssé idegi sérülések, születési rendellenességek, szívrohamok, meszesedés vagy az öregséggel kapcsolatos okok folytán. 
Míg az idősebb nőknél gyakoribb az inkontinencia, mint a fiatalabbaknál, ez nem jelenti azt, hogy az öregedés elkerülhetetlen velejárója lenne. Az inkontinencia kezelhető, és gyakran minden korban gyógyítható.
Az inkontinens nők gyakran nem keresnek orvosi segítséget a szégyenérzet miatt.
A női inkontinencia oka általában azon izmok problémája, melyek a vizelet visszatartását és kieresztését végzik. A szervezet a vizeletet – vizet és a vesék által kiválasztott salakanyagokat – a húgyhólyagban tárolja, egy léggömbszerű szervben. Ez a hólyag a húgycső segítségével vezeti ki a testből a folyadékot.